# João 13

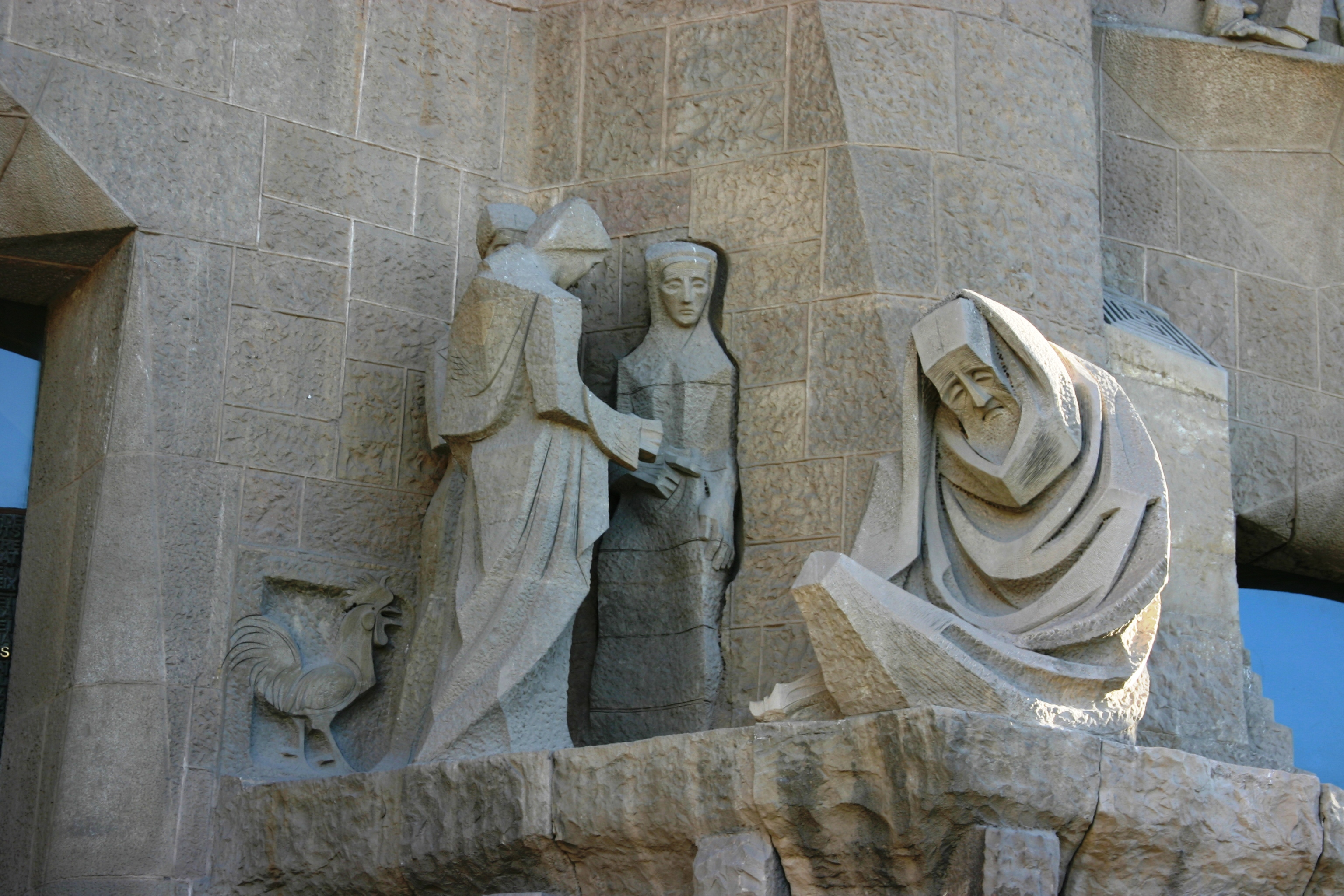
.
Escultura da Negação de Pedro na Sagrada Família em Barcelona.

João 13 é o décimo-terceiro capítulo do Evangelho de João no Novo Testamento da Bíblia. Depois de chegar em Jerusalém, Jesus inicia a jornada que o levará à sua morte e ressurreição. Neste capítulo, dividido em quatro partes, Jesus lava os pés de seus discípulos, profetiza sua traição, ensina-lhes o Novo Mandamento e finalmente profetiza a negação de Pedro.

## Lava-pés
Em João 13:1–17, durante a Última Ceia, Jesus tomou uma bacia e de água e passou a lavar os pés de seus discípulos. Depois que Simão Pedro o interpelou, Jesus deu-lhes uma lição de humildade afirmando que «Em verdade, em verdade vos digo que o servo não é maior do que seu senhor, nem o enviado maior do que aquele que o enviou.
Se sabeis estas coisas, bem-aventurados sois se as praticardes.» (João 13:16–17)

## Jesus prevê sua traição

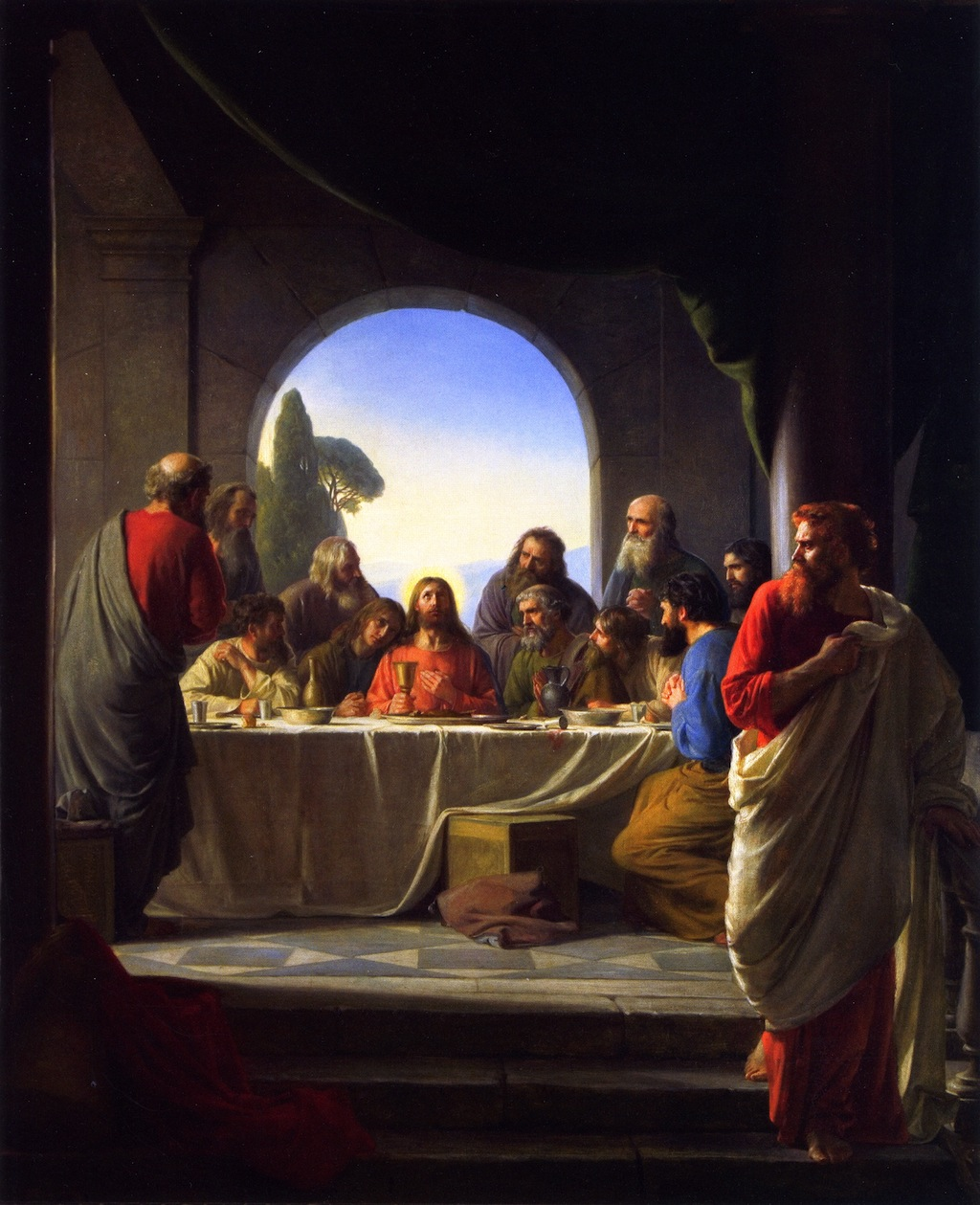
Judas deixa a Última Ceia.
Final do séc. XIX. Por Carl Heinrich Bloch.

Este episódio aparece nos quatro evangelhos canônicos, mas, no relato de João (João 13:21–30), Jesus não cita diretamente Judas Iscariotes como sendo o traidor. No relato, afirma que «É aquele a quem eu der o pedaço de pão molhado» (João 13:26). Tendo recebido o pão, Judas saiu pela noite para trair Jesus.

## Novo Mandamento
Depois que Judas saiu e encerrou-se a Última Ceia, Jesus ensina aos discípulos seu novo mandamento:

«Um mandamento novo vos dou, que vos ameis uns aos outros; como eu vos amei a vós, que também vós uns aos outros vos ameis. Nisto conhecerão todos que sois meus Discípulos, se vós tiverdes amor uns entre os outros.» (João 13:34–35)
No final do capítulo (João 36:38), quando Jesus está para iniciar seu Discurso de adeus, Pedro pergunta por que não pode ir junto naquele momento e afirma que estava disposto a dar sua vida pela do mestre. Jesus responde prevendo que Pedro o negará por três vezes antes do galo cantar por três vezes, uma de suas mais famosas profecias.

## Manuscritos
- Papiro 93 - João 13:15-17